# Stadion Gladbeck
Das Stadion Gladbeck ist ein Fußballstadion mit Leichtathletikanlage in der nordrhein-westfälischen Stadt Gladbeck. Es wurde 1928 als Vestische Kampfbahn eröffnet. Auch wenn nie eine offizielle Namensänderung stattfand, hat sich der Name „Stadion Gladbeck“ durchgesetzt und wird auch in offiziellen Texten der Stadt verwendet, die Eigentümer des Stadions ist.

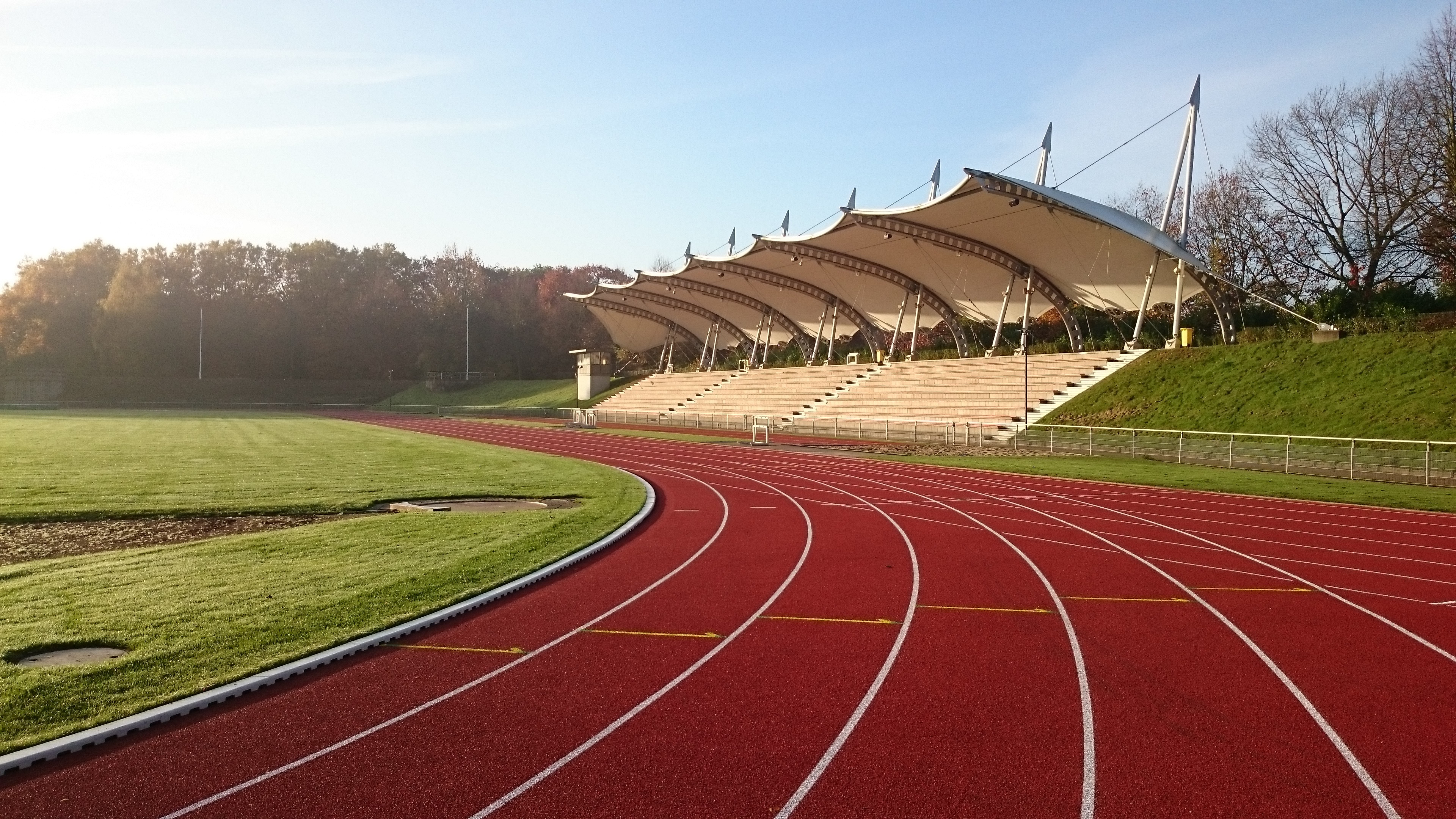
Stadion Gladbeck – Leichtathletikstützpunkt für die Vereine VfL Gladbeck und TV Gladbeck

Die Anlage verfügt heute über 37.612 Plätze, davon 36.292 Stehplätze, und beherbergt außerdem sämtliche Anlagen für die Leichtathletik. Eine Besonderheit des Stadions, das seit 1986 unter Denkmalschutz steht, sind die drei aus Ruhrsandstein erbauten Eingangsbauwerke. Der Haupteingang, das größte der drei Torgebäude, befindet sich im Süden, die beiden anderen im Nordwesten und Nordosten.

## Geschichte

### Planung und Eröffnung
Die Volkserholungsanlage Gladbeck gehört zu den Projekten der Stadt während der durch die Kohleförderung bedingten wirtschaftlichen Aufschwungphase der 1920er.
Im Jahr 1923 wurde der Beschluss gefasst, nahe dem Wittringer Wald eine Sportanlage zu errichten. Neben dem Stadion sollte sich hier auch ein Freibad, Tennisplätze und ein Stadtgarten entstehen. Das Waldgebiet kaufte die Stadt bereits 1922 von einem adeligen Grundbesitzer. Verantwortlich für die Planung der Anlage war Josef Korte, der Leiter des Städtischen Tiefbauamtes.
Das Stadion verfügte bei seiner Eröffnung über 3.000 unüberdachte Sitzplätze. Der Stehwall war nach manchen Angaben für 22.000, nach anderen für 40.000 Besucher vorgesehen.
Am 17. Mai 1928 wurde das Stadion als Vestische Kampfbahn vor 25.000 Zuschauern mit einem Sportfest eröffnet.

### Veranstaltungen vor dem Zweiten Weltkrieg

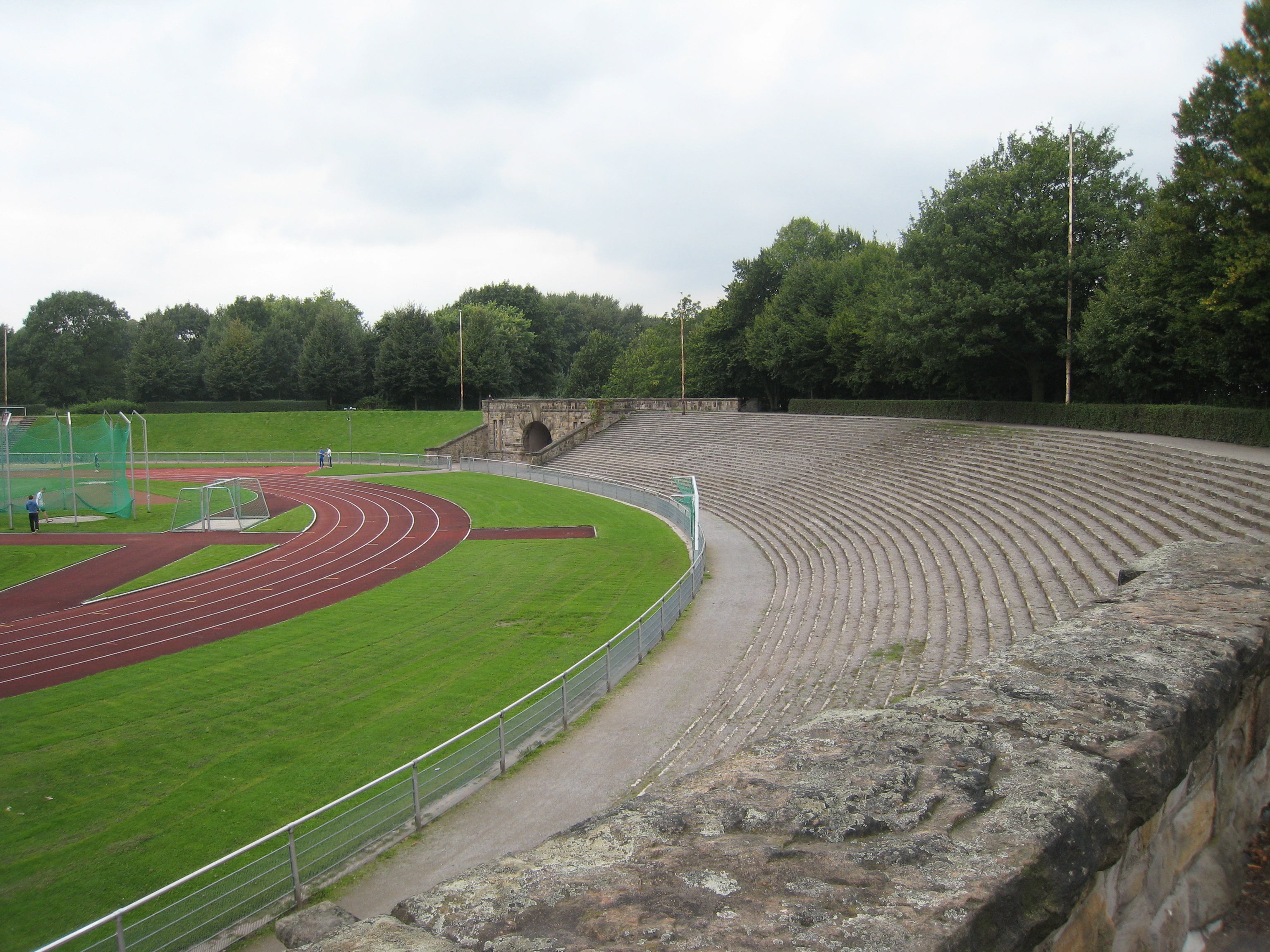
Stehplatzränge der Vestischen Kampfbahn

Bereits vor der offiziellen Eröffnung des Stadions spielte der FC Schalke 04 am 11. März 1928 als amtierender Ruhrbezirks-Meister gegen Westfalen-Meister RSV 1872 Hagen in der Endrunde um die westdeutsche Meisterschaft. 15.000 Zuschauer sahen einen 2:0‑Sieg Schalkes.
Auch den Zuschauerrekord der Vorkriegszeit stellten die Königsblauen auf. Rund 35.000 Zuschauer sahen am 27. April 1930 den 1:0‑Sieg im West‑Finalrundenspiel gegen den VfL Benrath.
1928 kam die „Vestische Industriestaffel“ (Laufen, Schwimmen, Radfahren) in dem Stadion an, Anfang der 1930er fanden hier Dirt-Track-Motorrad-Rennen statt.
Nach der Machtergreifung der Nationalsozialisten wurde das Stadion für nationalsozialistische Massenveranstaltungen genutzt, nachdem Adolf Hitler hier bereits am 24. Juli 1932 vor 50.000 Besuchern, von denen viele aus den umliegenden Städten kamen, eine Wahlrede gehalten hatte.

### Beschädigungen im Zweiten Weltkrieg und Wiederaufbau
Die Vestische Kampfbahn wurde während des Zweiten Weltkrieges schwer beschädigt. Die drei Eingangsbauwerke und der Stehwall auf der Ostseite wurden zerstört und auf dem Spielfeld befand sich ein Bombenkrater.
Das Stadion wurde von den Bürgern der Stadt wieder aufgebaut. Am 13. Juli 1947 fand vor 15.000 Zuschauern die Wiedereröffnung mit Städtespielen im Fußball und Feldhandball zwischen Gladbeck und Bottrop statt.
Das Fassungsvermögen wurde nach dem Krieg auf über 45.000 Plätze erweitert. Dies war ausschlaggebend, um bedeutende Fußballspiele ausrichten zu dürfen.

### Veranstaltungen nach dem Zweiten Weltkrieg

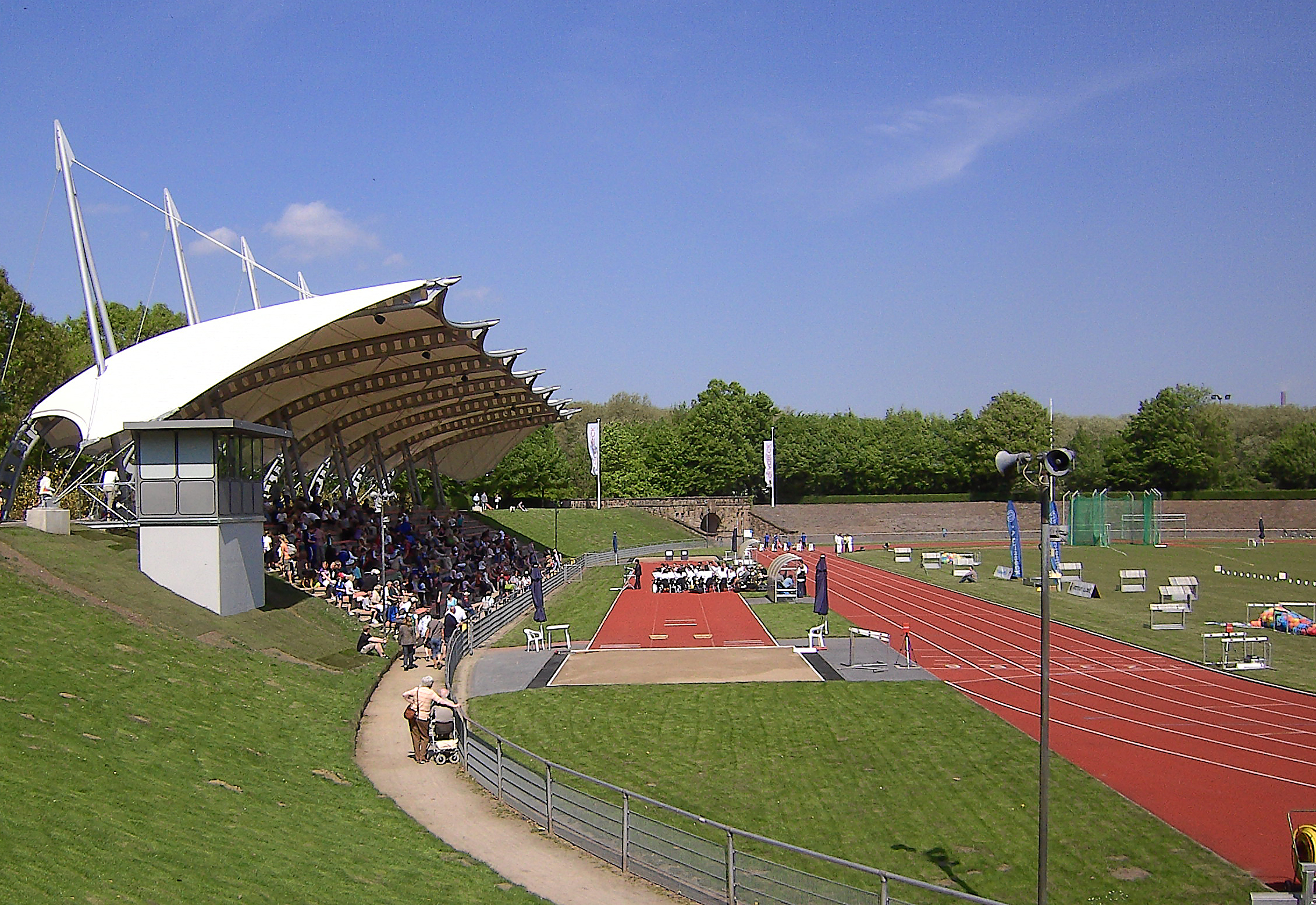
Blick in die Leichtathletikarena

Nach dem Zweiten Weltkrieg fanden im Stadion hauptsächlich Fußballspiele statt.
Im Jahr 1948 sahen 40.000 Zuschauer das Meisterschaftsspiel der Britischen Besatzungszone zwischen Borussia Dortmund und dem FC St. Pauli (2:2 n. V., Wiederholung in Braunschweig 0:1).
Der Zuschauerrekord wurde am 21. Mai 1950 aufgestellt, als 45.000 Zuschauer dem Endrundenspiel um die deutsche Meisterschaft zwischen dem VfR Mannheim und Borussia Dortmund (3:1) beiwohnten.

#### Erst- und Zweitliga-Fußball in Gladbeck
Obwohl Gladbeck selbst nie einen erstklassigen Fußballverein hatte, war im Stadion eine Spielzeit lang Erstliga-Fußball zu sehen. Der STV Horst-Emscher, der bereits 1948 Spiele gegen den Bonner SC und den Hamburger SV in Gladbeck austrug, zog während des Umbaus des Fürstenbergstadions in der Oberliga-Saison 1950/51 in die Kampfbahn um.
Von den insgesamt 122.000 Zuschauern, die zu den Heimspielen der Husaren nach Gladbeck kamen, sahen circa 30.000, also fast ein Viertel, das Lokalderby gegen den FC Schalke 04 (2:2).
Zweitliga-Fußball gab es in Gladbeck von 1957 bis 1963, als die Sportfreunde Gladbeck, die 1966 mit dem SuS Rosenhügel zum 1. FC Gladbeck fusionierten, in der damaligen zweiten Liga spielten.

### Denkmalschutz und Modernisierung

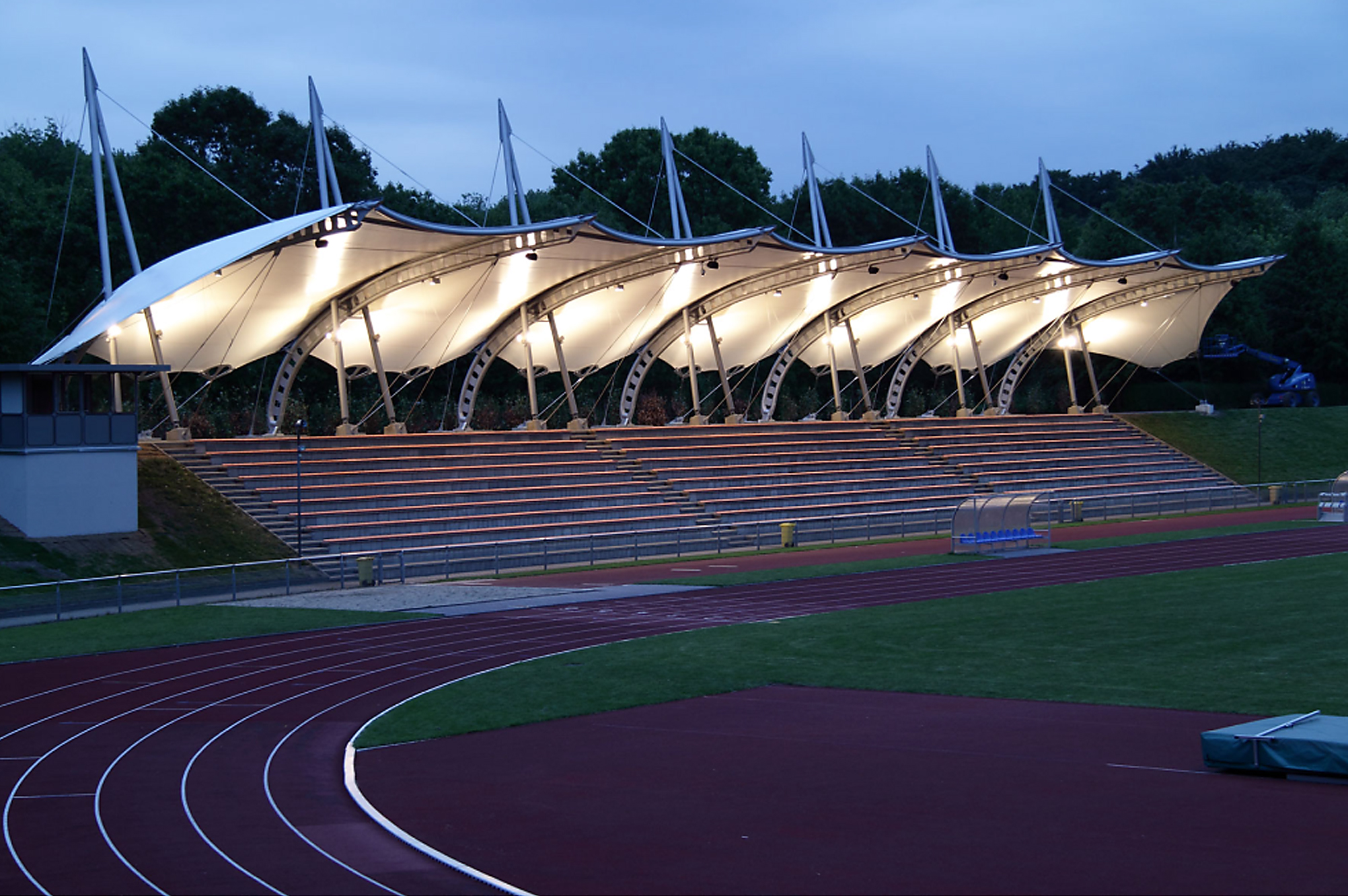
Die beleuchtete Tribüne des Gladbecker Stadions

Im Jahr 1986 wurde die Anlage im Zentrum Gladbecks unter Denkmalschutz gestellt. Im Folgejahr wurde mit der Modernisierung des Stadions begonnen. Auf der Westseite wurden eine Sitzplatztribüne für 2.500 Besucher errichtet. Auch die Stehtraversen wurden nach den Belangen des Denkmalschutzes erneuert. Insgesamt wurden für die Modernisierung 1,2 Mio. D-Mark aufgewandt.
Im Jahr 2009 wurde die Errichtung einer Überdachung der Sitzplatztribüne im Stadion abgeschlossen. Diese bietet nun den Zuschauern, aber vor allem auch den Sportlern Schutz vor schlechtem Wetter. Das Tribünendach wird in den Abendstunden beleuchtet.
Im Jahr 2015 wurde die 25 Jahre alte Kunststoffbahn erneuert. Dabei wurden alle betreffenden Flächen ausgetauscht: die Rundlaufbahn, die Weitsprung- und die Stabhochsprunganlage. Die Kosten beliefen sich auf ca. 350.000 Euro.
Nach Abschluss der Komplettsanierung veranstaltete das Städtische Sportamt und der TV Gladbeck von 1989 bis 1997 jährlich das nationale Leichtathletik-Stadionsportfest mit Teilnehmern aus 27 Nationen. Die meisten Zuschauer kamen 1996 und 1997 (jeweils 2.000).
Das Stadion verfügt heute über keine Flutlichtanlage.
Im Stadion Gladbeck, dessen Fassungsvermögen von der Stadt mit 37.612 Plätzen angegeben wird, tragen heute der Turnverein Gladbeck, sowie der VfL Gladbeck 1921 regelmäßig Leichtathletikwettkämpfe aus.

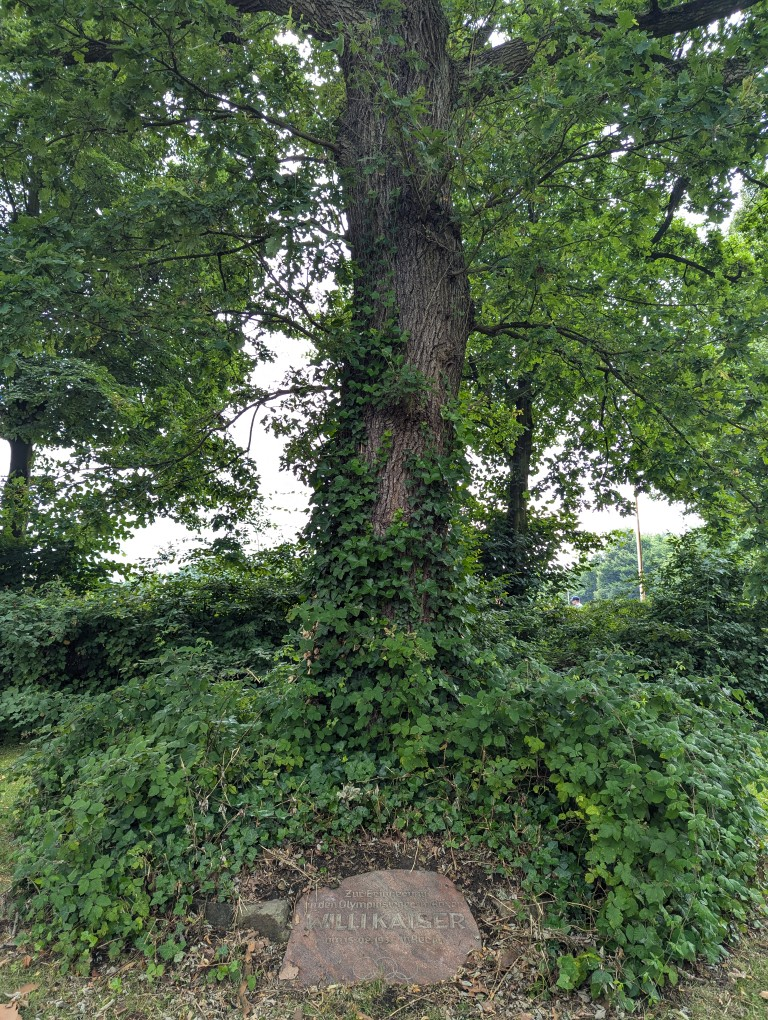
Gedenktafel mit Eiche für Willy Kaiser

In der Saison 2016/17 wurden zwei Heimspiele des SV Zweckel im Stadion ausgetragen.
Auch Sportfeste und Sportunterricht von Schulen finden gelegentlich im Stadion statt. Die Sportstätte ist außerhalb von Veranstaltungen für jedermann geöffnet. Die Anlage ist Leistungsstützpunkt des Fußball- und Leichtathletik-Verbandes Westfalen.

## Trivia
Im Oktober 2008 diente das Stadion als Filmkulisse für den Film Berlin 36 (im Film: Leichtathletik-Meisterschaften Württemberg 1936 in Stuttgart). Unmittelbar am Gladbecker Stadion steht die Eiche, die Willy Kaiser als Setzling in Berlin für den Goldmedaillengewinn erhielt. Am Fuß dieser „Kaiser-Eiche“ wurde 1993 eine Gedenktafel angebracht.